# Pniaki
Pniaki (do 24 stycznia 1962 Kraśniczyn II) – wieś w Polsce położona w województwie lubelskim, w powiecie krasnostawskim, w gminie Kraśniczyn.
W latach 1975–1998 miejscowość administracyjnie należała do województwa chełmskiego.
Wieś nie ma statusu sołectwa. Według Narodowego Spisu Powszechnego (III 2011 r.) wieś liczyła 4 mieszkańców.
Z powodu braku utwardzonej drogi wieś opustoszała na początku XXI wieku.
Wierni Kościoła rzymskokatolickiego należą do parafii Nawiedzenia Najświętszej Maryi Panny i św. Łukasza w Surhowie.